# Savn (álbum)
Savn es el primer álbum de estudio del trío noruego de metal gótico del mismo nombre, lanzado en abril de 2014 bajo la etiqueta independiente CDR Records.
El disco fue editado en tres formatos: CD Digipack, 12" LP Gatefolder y 12" PictureDisc. La versión en CD Digipack presenta dos bonus tracks, "Hang On (Growling version)" y "The Demons in Me (Growling version)".
El álbum fue producido por el experimentado cantante y productor alemán Alexander Krull (Atrocity, Leaves' Eyes). También presenta la colaboración de los otros cuatro miembros de Leaves' Eyes: Liv Kristine, Felix Born, Thorsten Bauer y Sander van der Meer.   
Previamente, el 15 de abril de 2014, fue estrenado el sencillo y vídeo musical de "Hang On". El vídeo fue filmado en el parque Trollskogen en la isla de Hundvåg, cerca de la costa de Stavanger, y fue dirigido por el productor Leo Moracchioli de Frog Leap Studios.

## Lista de canciones
Todas las canciones compuestas por Savn.

| N.º | Título                                                               | Duración |  |
| 1.  | «Musical Silence»                                                    | 05:22    |  |
| 2.  | «Hang On»                                                            | 04:49    |  |
| 3.  | «The Demons in Me» (Guest, Vocals – Michelle Darkness)               | 04:04    |  |
| 4.  | «Longing for Love»                                                   | 04:07    |  |
| 5.  | «I Am Free» (Guest, Vocals – Liv Kristine)                           | 04:47    |  |
| 6.  | «Sorrowful» (Strings by Lingua Mortis Orchestra)                     | 03:56    |  |
| 7.  | «All I Want»                                                         | 04:02    |  |
| 8.  | «Now or Never»                                                       | 03:54    |  |
| 9.  | «Lengselens Hånd» (Longing Hand, Strings by Lingua Mortis Orchestra) | 05:22    |  |

| Digipack bonus tracks |                                       |          |  |
| N.º                   | Título                                | Duración |  |
| 10.                   | «Hang On (Growling version)»          | 05:05    |  |
| 11.                   | «The Demons in Me (Growling version)» | 04:03    |  |

## Créditos

### Savn
- Carmen Elise Espenæs - Voz
- Stig Johansen – Guitarra, voz gutural
- Anders Thue - Teclados, piano

### Músicos invitados
- Michelle "Darkness" Huber - Voz (pista 3)
- Liv Kristine - Voz (pista 5)
- Dag Bjørkedal	- Violín Hardanger
- Lillian Hodne -  Violín Fiddle
- Felix Born - Batería
- Christoph Kutzer - Violonchelo
- Lingua Mortis Orchestra- Arreglos de cuerdas en pistas 6 y 9
- Thorsten Bauer - Guitarra eléctrica y acústica
- Sander van der Meer - Guitarra, bajo

### Producción e ingeniería
- Alexander Krull - Ingeniería. masterizado, mezcla, producción
- Thorsten Bauer	- Ingeniero asistente
- Sander Van Der Meer - Ingeniero asistente
- Alexander Enoksen - Fotografía
- Victor Smolski - Dirección y grabación de Lingua Mortis Orchestra
- Martin Våland	- Grabación de violines
- Jan Yrlund - Arte de la cubieerta